# Trois-Rivières (Somme)

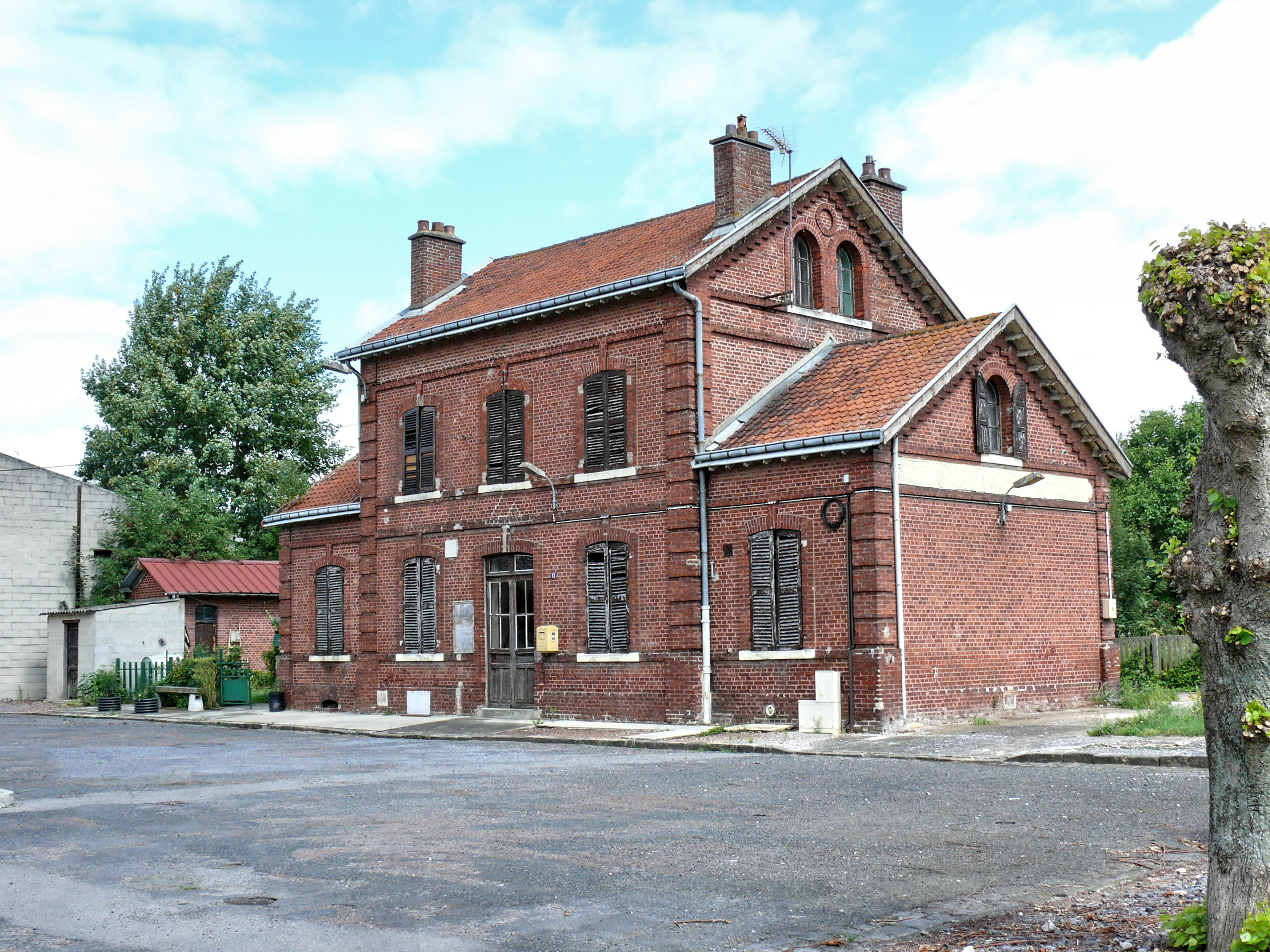
Het station in Hargicourt

Trois-Rivières is een gemeente in het Franse departement Somme (regio Hauts-de-France). De gemeente maakt deel uit van het arrondissement Montdidier.
De gemeente werd ingesteld op 1 januari 2019 na een fusie van de gemeenten Contoire, Hargicourt en Pierrepont-sur-Avre.

## Geografie
De oppervlakte van Trois-Rivières bedraagt 16,63 km², de bevolkingsdichtheid is 90 inwoners per km². Het inwonertal van de drie voormalige gemeenten bedroeg in 2016 1.490.

## Verkeer en vervoer
In de gemeente ligt het spoorwegstation Hargicourt-Pierrepont.